# Puchar Interkontynentalny w Lekkoatletyce 2018 – bieg na 1500 m mężczyzn
Bieg na 1500 metrów mężczyzn – jedna z konkurencji biegowych rozgrywana w ramach lekkoatletycznyego pucharu interkontynentalnego na Stadionie miejskim w Ostrawie-Witkowicach.

## Terminarz
Źródło: worldathletics.org.
| Data       | Godzina |
| ---------- | ------- |
| 9 września | 16:48   |

## Rekordy
Tabela prezentuje rekord świata, rekord pucharu interkontynentalnego, rekordy kontynentów oraz najlepszy wynik na listach światowych w sezonie 2018 przed rozpoczęciem mistrzostw.
|                                     | Zawodnik           | Wynik   | Miejsce     | Data                  |
| ----------------------------------- | ------------------ | ------- | ----------- | --------------------- |
| Rekord świata                       | Hicham El Guerrouj | 3:26,00 | Rzym        | 14 lipca 1998(dts)    |
| Listy światowe                      | Timothy Cheruiyot  | 3:28,41 | Monako      | 20 lipca 2018(dts)    |
| Rekord pucharu interkontynentalnego | Bernard Lagat      | 3:31,20 | Madryt      | 20 września 2002(dts) |
| Rekord Afryki                       | Hicham El Guerrouj | 3:26,00 | Rzym        | 14 lipca 1998(dts)    |
| Rekord Azji                         | Rashid Ramzi       | 3:29,14 | Rzym        | 14 lipca 2006(dts)    |
| Rekord Ameryki Północnej            | Bernard Lagat      | 3:29,30 | Rieti       | 28 sierpnia 2005(dts) |
| Rekord Ameryki Południowej          | Hudson de Souza    | 3:33,25 | Rieti       | 28 sierpnia 2005(dts) |
| Rekord Europy                       | Mo Farah           | 3:28,81 | Fontvieille | 19 lipca 2013(dts)    |
| Rekord Australii i Oceanii          | Nick Willis        | 3:29,66 | Fontvieille | 17 lipca 2015(dts)    |

## Rezultaty
Źródło: worldathletics.org.
| Pozycja | Zawodnik                    | Drużyna        | Czas    | Punkty | Uwagi |
| ------- | --------------------------- | -------------- | ------- | ------ | ----- |
| 1.      | Elijah Manangoi             | Afryka         | 3:40,00 | 8      |       |
| 2.      | Marcin Lewandowski          | Europa         | 3:40,42 | 7      |       |
| 3.      | Jakob Ingebrigtsen          | Europa         | 3:40,80 | 6      |       |
| 4.      | Charles Philibert-Thiboutot | Ameryka        | 3:40,90 | 5      |       |
| 5.      | Ryan Gregson                | Azja i Oceania | 3:40,91 | 4      |       |
| 6.      | Jinson Johnson              | Azja i Oceania | 3:41,72 | 3      |       |
| 7.      | Drew Hunter                 | Ameryka        | 3:43,95 | 2      |       |
| 8.      | Ronald Musagala             | Afryka         | 3:43:95 | 1      |       |

## Klasyfikacja drużynowa
Źródło:
| Miejsce | Drużyna        | Punkty indywidualne | Punkty drużynowe |
| ------- | -------------- | ------------------- | ---------------- |
| 1.      | Europa         | 13                  | 8                |
| 2.      | Afryka         | 9                   | 6                |
| 3.      | Azja i Oceania | 7                   | 3                |
| 3.      | Ameryka        | 7                   | 3                |